# Chisséria
Chisséria foi uma comuna francesa na região administrativa de Borgonha-Franco-Condado, no departamento de Jura. Estendia-se por uma área de 7,25 km². Em 2010 a comuna tinha 84 habitantes (densidade: 11,6 hab./km²).
Em 1 de janeiro de 2018, passou a formar parte da comuna de Arinthod.